# サンダーボルツ*
『サンダーボルツ*』（原題：Thunderbolts*、エンドクレジットではThe New Avengers）は、2025年のアメリカ合衆国のスーパーヒーロー映画。
『マーベル・シネマティック・ユニバース』（MCU）のスーパーヴィランたちが集結してチームサンダーボルツを結成、政府のために任務を遂行する。マーベル・コミックの『サンダーボルツ』を実写映画化した作品。MCUの34作品目。2025年5月2日に日米同時公開。

## あらすじ
マレーシア。今は亡きナターシャ・ロマノフの義妹であるエレーナ・ベロワは、雇い主でCIA長官であるヴァレンティーナ・アレグラ・デ・フォンテーヌ、通称ヴァルが過去に自身がCEOを務めていた軍事会社、OXE社（オックスグループ）で行っていた非人道的な人体実験などの不法行為を隠蔽すべく、研究施設を破壊する。同時期、こういった行動を察知したゲイリー議員や、下院議員に就任したバッキー・バーンズを中心とした議員たちの委員会によって、彼女に対する弾劾裁判が開かれていた。
手荒い方法で任務を成功させたエレーナはこの手の仕事にウンザリしつつあり、ヴァルに次の仕事で裏の仕事を辞めてヒーローとして表で活動を行いたい旨を伝える。これに対しヴァルは僻地にある会社の研究データを狙う工作員の狙いを暴き、抹殺する仕事をこなせたら表の仕事を斡旋するといい、承諾したエレーナは現地に向かう。
しかし地下の格納庫では、なぜかエレーナを狙うジョン・ウォーカー / U.S.エージェント、抹殺対象と思われるエイヴァ・スター / ゴースト、そしてさらにウォーカーを狙うアントニア・ドレイコフ / タスクマスターが現れ、乱戦が始まる。いずれもヴァルの思惑によって集められ、真実を知る都合の悪い人物の共倒れが目的である仕組まれた戦いであった。
4人がそれぞれ交戦している間に格納庫内のカプセルから現れた謎の青年ボブの登場によって、事態はさらに混迷を極めていく。

## 登場人物 / キャスト
エレーナ・ベロワ / ブラック・ウィドウ（2代目）
演 - フローレンス・ピュー、日本語吹替 - 田村睦心
“レッドルーム”出身の暗殺者であり、今は亡きナターシャ・ロマノフ / ブラック・ウィドウ（初代）の義妹。義姉であるナターシャの死後はメンタル的に不安定になっており、現在はヴァルの部下として表ざたにならない任務をこなしていたが、虚無感をぬぐえずにいる。OXE社の保管庫での任務でジョン達と遭遇・交戦後、その中で出会ったボブを保護し、成り行きで彼等と行動・共闘をすることとなる。その中で、自分の過去と向き合う事となる。
少女時代のエレーナ・ベロワ
演 - ヴァイオレット・マッグロウ
バッキー・バーンズ / ウィンター・ソルジャー / ホワイトウルフ
演 - セバスチャン・スタン、日本語吹替 - 白石充
第二次世界大戦中に行方不明になり、ヒドラによって同組織の暗殺者“ウィンター・ソルジャー”に改造・洗脳された、スティーブ・ロジャース / キャプテン・アメリカ（初代）の親友にして元相棒。ワカンダにてヒドラの洗脳を解かれた後、国王のティ・チャラからホワイトウルフの名とヴィブラニウムの義手を授かった。現在はアメリカ下院議員となっており、ヴァルの弾劾のためにゲイリー議員と協力関係にあり、彼女の部下のメルと接触をはかる。そして、成り行きで行動を共にしていたエレーナ達を拘束・保護し、彼等を率いてヴァルに対抗するべく立ち上がる。本作では、過去のトラウマを抱え尻込みするエレーナ達に喝を入れ、困難に立ち向かう様に促すなど、過去作では見せなかったリーダーシップを発揮している。
ジョン・ウォーカー / U.S.エージェント
演 - ワイアット・ラッセル、日本語吹替 - 鈴木達央
かつてアメリカ政府に新しいキャプテン・アメリカ（2代目）に指名され活躍した、元アメリカ陸軍の兵士にして超人兵士。不名誉除隊になったあと、フラッグ・スマッシャーズとの最終決戦にてバッキー達と協力をし、事件解決に貢献した。その後、ヴァルからU.S.エージェントのコードネームと役職を授かる。
超人血清の投与後は不安定な行動が増えつつあり、ふとした出来事からすぐに手を出したり過激な言葉を吐いてしまう。そのせいで妻子からは距離をとられている。
エイヴァ・スター / ゴースト
演 - ハナ・ジョン＝カーメン、日本語吹替 - 田中理恵
幽霊の如くあらゆる物質をすり抜ける量子フェージング能力を持つ女性。ジャネット・ヴァン・ダインを巡る戦いにて、スコット・ラング / アントマンとホープ・ヴァン・ダイン/ワスプと戦って敗北し、その後保護者であるビル・フォスターと共に逃亡。現在は量子フェージング能力は彼女自身で一定時間制御できるようになり、ヴァルの部下として裏の仕事を行っていた。
アレクセイ・ショスタコフ / レッド・ガーディアン
演 - デヴィッド・ハーバー、日本語吹替 - 大塚明夫
“キャプテン・アメリカ”に対抗する目的でソ連が生み出した超人兵士であり、以前の任務ではナターシャとエレーナの“父親”を演じていた男。レッドルーム壊滅後は、エレーナ達とアントニアを保護し、行動を共にしていた。エレーナにとっては、深く語らないものの父親同然の存在。現在はリムジンの個人運転手として生計を立てており、エレーナとは1年以上連絡をとっていないかった。ヴァルに自身を売り込むべく彼女の送迎の仕事を引き受けていたが、そこでエレーナを抹殺する話を聞き、OXE社の保管庫へと急行し、成り行きでジョン達と行動していたエレーナを保護する。
アントニア・ドレイコフ / タスクマスター
演 - オルガ・キュリレンコ、日本語吹替 - 中村千絵
かつてナターシャ、エレーナ、アレクセイと戦った、観察するだけで相手の動きや武装の使い方を完全にコピーできる能力を持つ、レッドルームの長だったドレイコフの娘。レッドルーム壊滅後は、エレーナ達に保護され行動を共にしていた。現在はヴァルの部下として裏の仕事を行っていた。しかし、任務中に遭遇したエレーナ達と乱戦になり、標的であるエイヴァに呆気なく殺されてしまう。
ロバート・“ボブ”・レイノルズ / セントリー / ヴォイド
演 - ルイス・プルマン、日本語吹替 - 梶裕貴
エレーナの任務中に突然現れた、ヴァルの会社:OXE社が行っていた“セントリー計画”の被験者で、偶然生き残っていてカプセルに封印されていた民間人の男。エレーナ一行と一時期行動を共にした後囮になるが生き残り、後にヴァルに無敵のヒーロー“セントリー”として利用されることになる。アベンジャーズ全員をまとめた以上に強力かつ無敵に近い能力を持つが、裏の人格“ヴォイド”を抱えており、これが表に出ると全身漆黒に染まり、大地を暗闇で染め、人々を影に変えて終わらないトラウマの迷宮へ封印する能力を発揮する。
ヴァレンティーナ・アレグラ・デ・フォンテーヌ
演 - ジュリア・ルイス＝ドレイファス、日本語吹替 - 藤貴子
“ヴァル”のニックネームを名乗る謎の伯爵夫人で、CIA長官。CIA捜査官のエヴェレット・ロスの元妻でもあり、彼の上司でもある。"指パッチン"事件以降は常に裏で暗躍しており、ナターシャの墓参りに来たエレーナや、キャプテン・アメリカの権限と称号を剥奪された上に軍を不名誉除隊になったジョンに接触を図ったり、アベンジャーズ・タワーを買い取るなど、不可解な行動が散見されている。
少女時代のヴァレンティーナ・アレグラ・デ・フォンテーヌ
演 - キアラ・ステラ
メル
演 - ジェラルディン・ヴィスワナサン、日本語吹替 - 伊瀬茉莉也
ヴァレンティーナの助手。高校生の頃にニューヨークでチタウリの侵略に遭遇し、アベンジャーズに救われた過去を持つ。彼女をボスと呼び常に付き従うが、バッキーとの接触以降はヴァルの暴走に危機感を抱き、一人奔走する。
ゲイリー下院議員
演 - ウェンデル・ピアース、日本語吹替 - 手塚秀彰
ヴァルの弾劾裁判の中心になっている議員。ヴァルを権力の座から引きずり下ろすべく、バッキーと協力関係築き、委員会を率いて証拠を探している。
ホルト
演 - クリス・バウアー、日本語吹替 - 唐沢龍之介
ヴァルの部下で実働部隊の指揮官。
オリヴィア・ウォーカー
演 - ガヴリエル・ビンドロス、日本語吹替 - 平野夏那子
ジョン・ウォーカーの元妻。
超人血清の投与後に不安定な行動が増え、ふとした事で横柄な態度を取り、過激な言葉を吐いてしまうジョンに愛想を尽かし、子供と共にジョンの元を去った。
アーニャ
演 - アレクサ・スウィントン
幼少期のエレーナの友人だった幼女。レッドルームの最初の試験の標的として殺されてしまい、それがエレーナのトラウマとして彼女の心を縛っている。

## リリース
本作は2025年4月22日にロンドンのシネワールド・レスター・スクエアでヨーロッパ・プレミアが開催され、ロサンゼルスでは同年4月28日にプレミアが開催された。この映画は5月2日に日米同時公開となった。